# جوني بيرن (كاتب)
جوني بيرن (بالإنجليزية: Johnny Byrne)‏ هو كاتب خيال علمي وكاتب سيناريو وشاعر أيرلندي، ولد في 27 نوفمبر 1935 في دبلن في جمهورية أيرلندا، وتوفي في 2 أبريل 2008 في نورتش في المملكة المتحدة بسبب سرطان.

## وصلات خارجية
- جوني بيرن على موقع IMDb (الإنجليزية)
- جوني بيرن على موقع ألو سيني (الفرنسية)
- جوني بيرن على موقع أول موفي (الإنجليزية)
- جوني بيرن على موقع قاعدة بيانات الفيلم (الإنجليزية)
- جوني بيرن على موقع كينوبويسك (الروسية)